# Сакатон (Аризона)
Сакатон (енгл. Sacaton) насељено је место без административног статуса у америчкој савезној држави Аризона.

## Демографија
По попису из 2010. године број становника је 2.672, што је 1.088 (68,7%) становника више него 2000. године.
| Група             | 2000.      | 2010.       |
| Белци             | 29 (1,8%)  | 21 (0,8%)   |
| Афроамериканци    | 0 (0,0%)   | 2 (0,1%)    |
| Азијати           | 1 (0,1%)   | 0 (0,0%)    |
| Хиспаноамериканци | 112 (7,1%) | 325 (12,2%) |
| Укупно            | 1.584      | 2.672       |